# Delinski-Gletscher
Der Delinski-Gletscher ist ein Gletscher im ostantarktischen Viktorialand. Er fließt zwischen den McAllister Hills und dem Prentice-Plateau in südlicher Richtung zum Airdevronsix-Gletscher.
Das Advisory Committee on Antarctic Names benannte ihn im Jahr 2004 nach George F. Delinski Jr., der als Kartografietechniker des United States Geological Survey von 1966 bis 2004 an der Erstellung von Landkarten von Antarktika beteiligt war.